# Caricyno
Caricyno (ros. Царицыно), do 5 listopada 1990 Lenino (ros. Ленино) – stacja linii Zamoskworieckiej metra moskiewskiego, otwarta 30 grudnia 1984 roku.